# Friends (7.ª temporada)
A sétima temporada de Friends, uma série de comédia de situação americana criada por David Crane e Marta Kauffman, estreou na National Broadcasting Company (NBC) em 12 de outubro de 2000 com o episódio "The One with Monica's Thunder". A série foi produzida pela Bright, Kauffman, Crane Productions em associação com a Warner Bros. Television. A temporada teve 24 episódios e foi concluída com "The One with Monica and Chandler's Wedding" em 17 de maio de 2001.

## Elenco
| - Jennifer Aniston como Rachel Green - Courteney Cox como Monica Geller - Lisa Kudrow como Phoebe Buffay - Matt LeBlanc como Joey Tribbiani - Matthew Perry como Chandler Bing - David Schwimmer como Ross Geller | - Elliott Gould como Jack Geller - Christina Pickles como Judy Geller - Eddie Cahill como Tag Jones - Kathleen Turner como Charles Bing - Morgan Fairchild como Nora Bing - James Michael Tyler como Gunther | - Maggie Wheeler como Janice Hosenstein - Hank Azaria como David - Susan Sarandon como Jessica Lockhart - Eva Amurri como Dina - Denise Richards como Cassie Geller - Winona Ryder como Melissa Warburton - June Gable como Estelle Leonard - Gabrielle Union como Kristen Lang - Jason Alexander como Earl - Gary Oldman como Richard Crosby - David Sutcliffe como Kyle - Stacy Galina como Julie - Kristin Davis como Erin - Alison Sweeney como Jessica Ashley |

## Episódios
| N.º na série | N.º na temp. | Título original (Título em português)                                                      | Dirigido por                     | Escrito por                                                                                 | Exibição original       | Cód. de produção | Audiência nos EUA (milhões) |
| --- | ------------ | ------------------------------------------------------------------------------------------ | -------------------------------- | ------------------------------------------------------------------------------------------- | ----------------------- | ---------------- | --------------------------- |
| 147 | 1            | "The One with Monica's Thunder" "Aquele com o Momento da Monica"                           | Kevin S. Bright                  | História por : Wil Calhoun Roteiro por : David Crane e Marta Kauffman                       | 12 de outubro de 2000   | 226401           | 25,54                       |
| Monica está muito contente e espalha as boas notícias sobre o noivado para todos – mas Ross e Rachel meio que estragam o momento ficando juntos de novos. Chandler tem problemas para fazer amor. |              |                                                                                            |                                  |                                                                                             |                         |                  |                             |
| 148 | 2            | "The One with Rachel's Book" "Aquele com o Livro da Rachel"                                | Michael Lembeck                  | Andrew Reich e Ted Cohen                                                                    | 12 de outubro de 2000   | 226402           | 27,93                       |
| Joey descobre que Rachel está lendo um romance bem picante. Monica descobre que seus pais gastaram o dinheiro supostamente reservado para o seu casamento na casa da praia. |              |                                                                                            |                                  |                                                                                             |                         |                  |                             |
| 149 | 3            | "The One with Phoebe's Cookies" "Aquele com os Biscoitos da Phoebe"                        | Gary Halvorson                   | Sherry Bilsing e Ellen Plummer                                                              | 19 de outubro de 2000   | 226405           | 22,70                       |
| Monica está obcecada para descobrir o segredo da receita do delicioso biscoito de Phoebe. Joey aceita a ajuda de Rachel na hora de velejar. Chandler falha ao tentar impressionar o pai de Monica. |              |                                                                                            |                                  |                                                                                             |                         |                  |                             |
| 150 | 4            | "The One with Rachel's Assistant" "Aquele com o Assistente da Rachel"                      | David Schwimmer                  | Brian Boyle                                                                                 | 26 de outubro de 2000   | 226403           | 22,66                       |
| Rachel quer contratar um assistente jovem e bonito em vez de uma mulher madura e qualificada. O programa em que Joey atuava foi cancelado. Chandler, Monica e Ross revelam segredos embaraçosos um sobre o outro. |              |                                                                                            |                                  |                                                                                             |                         |                  |                             |
| 151 | 5            | "The One with the Engagement Picture" "Aquele da Foto do Noivado"                          | Gary Halvorson                   | História por : Earl Davis Roteiro por : Patty Lin                                           | 2 de novembro de 2000   | 226404           | 24,43                       |
| Joey tenta ensinar Chandler a como sorrir para a foto de noivado ao lado de Monica. Phoebe e Ross acabam saindo com um casal, agora separado e à beira do divórcio. Joey leva Tag para uma balada. |              |                                                                                            |                                  |                                                                                             |                         |                  |                             |
| 152 | 6            | "The One with the Nap Partners" "Aquele com os Parceiros de Cochilo"                       | Gary Halvorson                   | Brian Buckner e Sebastian Jones                                                             | 9 de novembro de 2000   | 226406           | 22,01                       |
| Rachel e Phoebe competem para ser a dama de honra de Monica – mas Monica não quer ter que tomar esta decisão. Phoebe eventualmente permite que Rachel desempenhe esta função. Chandler tenta se desculpar como uma namorada de muito tempo atrás.                                                                                                |              |                                                                                            |                                  |                                                                                             |                         |                  |                             |
| 153 | 7            | "The One with Ross's Library Book" "Aquele do Livro da Biblioteca do Ross"                 | David Schwimmer                  | Scott Silveri                                                                               | 16 de novembro de 2000  | 226410           | 23,73                       |
| Ross descobre que sua dissertação está em uma seção da biblioteca usada pelos estudantes para transar. A ex-namorada de Chandler, Janice, dá uma forçada de barra para ser convidada para o casamento de Chandler e Monica. Rachel e Phoebe se intrometem no relacionamento de Joey com Erin.                                                    |              |                                                                                            |                                  |                                                                                             |                         |                  |                             |
| 154 | 8            | "The One Where Chandler Doesn't Like Dogs" "Aquele em que Chandler Não Gosta de Cachorros" | Kevin S. Bright                  | Patty Lin                                                                                   | 23 de novembro de 2000  | 226407           | 16,57                       |
| O medo irracional que Chandler tem de cães causa problemas quando Phoebe traz para casa um belo animal. O assistente de Rachel lhe dá um presente surpresa no dia de Ação de Graças – um beijo. |              |                                                                                            |                                  |                                                                                             |                         |                  |                             |
| 155 | 9            | "The One with All the Candy" "Aquele dos Doces"                                            | David Schwimmer                  | Wil Calhoun                                                                                 | 7 de dezembro de 2000   | 226408           | 21,08                       |
| Monica se torna popular entre a vizinhança por conta do seu doce feito em casa. Phoebe decide aprender a andar de bicicleta. Rachel se mete em uma fria por estar saindo com seu assistente. |              |                                                                                            |                                  |                                                                                             |                         |                  |                             |
| 156 | 10           | "The One with the Holiday Armadillo" "Aquele com o Tatu das Festividades"                  | Gary Halvorson                   | Gregory S. Malins                                                                           | 14 de dezembro de 2000  | 226409           | 23,26                       |
| Ross se veste como o Tatu das Festividades e, com a ajuda de Monica, Chandler e Joey, ensina Ben sobre Chanukah. Phoebe está preocupada porque Rachel prefere viver com Joey. |              |                                                                                            |                                  |                                                                                             |                         |                  |                             |
| 157 | 11           | "The One with All the Cheesecakes" "Aquele com os Cheesecakes"                             | Gary Halvorson                   | Shana Goldberg-Meehan                                                                       | 4 de janeiro de 2001    | 226412           | 24,37                       |
| Chandler e Rachel não conseguem parar de comer as irresistíveis cheesecakes entregues por engano no apartamento dele. Um ex-namorado de Phoebe retorna à cidade somente por uma noite, mas Joey pode acabar com o romance. Monica planeja vingança para o dia do casamento de sua prima.                                                         |              |                                                                                            |                                  |                                                                                             |                         |                  |                             |
| 158 | 12           | "The One Where They're Up All Night" "Aquele em que Eles Ficam Acordados a Noite Toda"     | Kevin S. Bright                  | Zachary Rosenblatt                                                                          | 11 de janeiro de 2001   | 226413           | 22,86                       |
| Monica dorme enquanto faz sexo. Rachel discute com Tag. Ross e Joey ficam presos no telhado do prédio. |              |                                                                                            |                                  |                                                                                             |                         |                  |                             |
| 159 | 13           | "The One Where Rosita Dies" "Aquele em que Rosita Morre"                                   | Stephen Prime                    | História por : Ellen Plummer e Sherry Bilsing Roteiro por : Brian Buckner e Sebastian Jones | 1 de fevereiro de 2001  | 226415           | 22,24                       |
| Phoebe se envolve com um operário suicida. Rachel quebra a cadeira favorita de Joey. Os amados pertences da época de infância de Monica são destruídos. |              |                                                                                            |                                  |                                                                                             |                         |                  |                             |
| 160 | 14           | "The One Where They All Turn Thirty" "Aquele em que Todos Fazem 30 Anos"                   | Ben Weiss                        | História por : Vanessa McCarthy Roteiro por : Ellen Plummer e Sherry Bilsing                | 8 de fevereiro de 2001  | 226411           | 22,40                       |
| O aniversário de 30 anos de Rachel serve para os amigos lembrarem velhas passagens sobre seus próprios aniversários de 30 anos. |              |                                                                                            |                                  |                                                                                             |                         |                  |                             |
| 161 | 15           | "The One with Joey's New Brain" "Aquele com o Novo Cérebro de Joey"                        | Kevin S. Bright                  | História por : Sherry Bilsing e Ellen Plummer Roteiro por : Andrew Reich e Ted Cohen        | 15 de fevereiro de 2001 | 226416           | 21,75                       |
| O personagem que Joey interpreta em uma novela matutina se torna mais popular – para desgosto da grande estrela do programa. Phoebe e Rachel discutem sobre quem deveria devolver o celular perdido de um homem sexy. |              |                                                                                            |                                  |                                                                                             |                         |                  |                             |
| 162 | 16           | "The One with the Truth About London" "Aquele da Verdade Sobre Londres"                    | David Schwimmer                  | História por : Brian Buckner e Sebastian Jones Roteiro por : Zachary Rosenblatt             | 22 de fevereiro de 2001 | 226417           | 21,22                       |
| Chandler descobre com quem Monica queria transar na noite em que eles se tornaram amantes. Ross está furioso com o tipo de piada que Rachel andou ensinando para Ben. |              |                                                                                            |                                  |                                                                                             |                         |                  |                             |
| 163 | 17           | "The One with the Cheap Wedding Dress" "Aquele do Vestido de Noiva Barato"                 | Kevin S. Bright                  | História por : Brian Buckner e Sebastian Jones Roteiro por : Andrew Reich e Ted Cohen       | 15 de março de 2001     | 226414           | 20,84                       |
| Monica disputa com outra compradora o vestido de casamento perfeito. Ross e Joey disputam a mesma mulher. |              |                                                                                            |                                  |                                                                                             |                         |                  |                             |
| 164 | 18           | "The One with Joey's Award" "Aquele com o Prêmio de Joey"                                  | Gary Halvorson                   | História por : Sherry Bilsing e Ellen Plummer Roteiro por : Brian Boyle                     | 29 de março de 2001     | 226418           | 17,81                       |
| Joey tem uma péssima reação durante uma premiação. Ross tem problemas com um aluno. |              |                                                                                            |                                  |                                                                                             |                         |                  |                             |
| 165 | 19           | "The One with Ross and Monica's Cousin" "Aquele com a Prima da Monica e do Ross"           | Gary Halvorson                   | Andrew Reich e Ted Cohen                                                                    | 19 de abril de 2001     | 226421           | 16,55                       |
| A bela prima de Monica, sem saber, causa alvoroço em Chandler e Ross. Rachel e Phoebe apressadamente agitam um chá de cozinha para Monica. |              |                                                                                            |                                  |                                                                                             |                         |                  |                             |
| 166 | 20           | "The One with Rachel's Big Kiss" "Aquele com o Grande Beijo da Rachel"                     | Gary Halvorson                   | Scott Silveri e Shana Goldberg-Meehan                                                       | 26 de abril de 2001     | 226419           | 16,30                       |
| Rachel revela um segredo daqueles envolvendo ela e uma amiga muito próxima dos tempos de colegial . Ross e Chandler disputam ternos black-tie. |              |                                                                                            |                                  |                                                                                             |                         |                  |                             |
| 167 | 21           | "The One with the Vows" "Aquele dos Votos"                                                 | Gary Halvorson                   | Doty Abrams                                                                                 | 3 de maio de 2001       | 226424           | 15,65                       |
| Quando Monica e Chandler se preparam pra declarar seus votos de casamento, eles e seus amigos relembram velhas histórias. O episódio é composto por inúmeros clipes retirados de episódios anteriores. |              |                                                                                            |                                  |                                                                                             |                         |                  |                             |
| 168 | 22           | "The One with Chandler's Dad" "Aquele com o Pai do Chandler"                               | Kevin S. Bright e Gary Halvorson | História por : Gregory S. Malins Roteiro por : Brian Buckner e Sebastian Jones              | 10 de maio de 2001      | 226420           | 17,23                       |
| Chandler confronta seu travestido pai (Kathleen Turner). Rachel se mete em encrencas ao dirigir o Porsche de Monica. |              |                                                                                            |                                  |                                                                                             |                         |                  |                             |
| 169 170 | 2324         | "The One with Monica and Chandler's Wedding" "Aquele do Casamento da Monica e do Chandler" | Kevin S. Bright                  | Gregory S. MalinsMarta Kauffman e David Crane                                               | 17 de maio de 2001      | 226422 226423    | 30,05                       |
| Com os parentes reunidos para o casamento de Monica e Chandler, Chandler finalmente percebe a grandeza do compromisso que está assumindo. Joey talvez tenha que escolher entre celebrar a cerimônia e atuar em um filme importante. Monica permanece abençoadamente desavisada sobre os potenciais desastres que pendem no dia do seu casamento. |              |                                                                                            |                                  |                                                                                             |                         |                  |                             |

### Especial
| Título                                                   | Exibição original       | Audiência nos EUA (milhões) |
| -------------------------------------------------------- | ----------------------- | --------------------------- |
| "Friends: The Stuff You've Never Seen"                   | 15 de fevereiro de 2001 | 22,50                       |
| Um especial de 20 minutos apresentado por Conan O'Brien. |                         |                             |